# ليلى شتورش
ليلى شتورش (بالإنجليزية: Laila Storch)‏ هي زمّارة أمريكية، ولدت في 28 فبراير 1921.

## وصلات خارجية
- ليلى شتورش على موقع ميوزك برينز (الإنجليزية)
- ليلى شتورش على موقع ديسكوغز (الإنجليزية)